# George Schuller

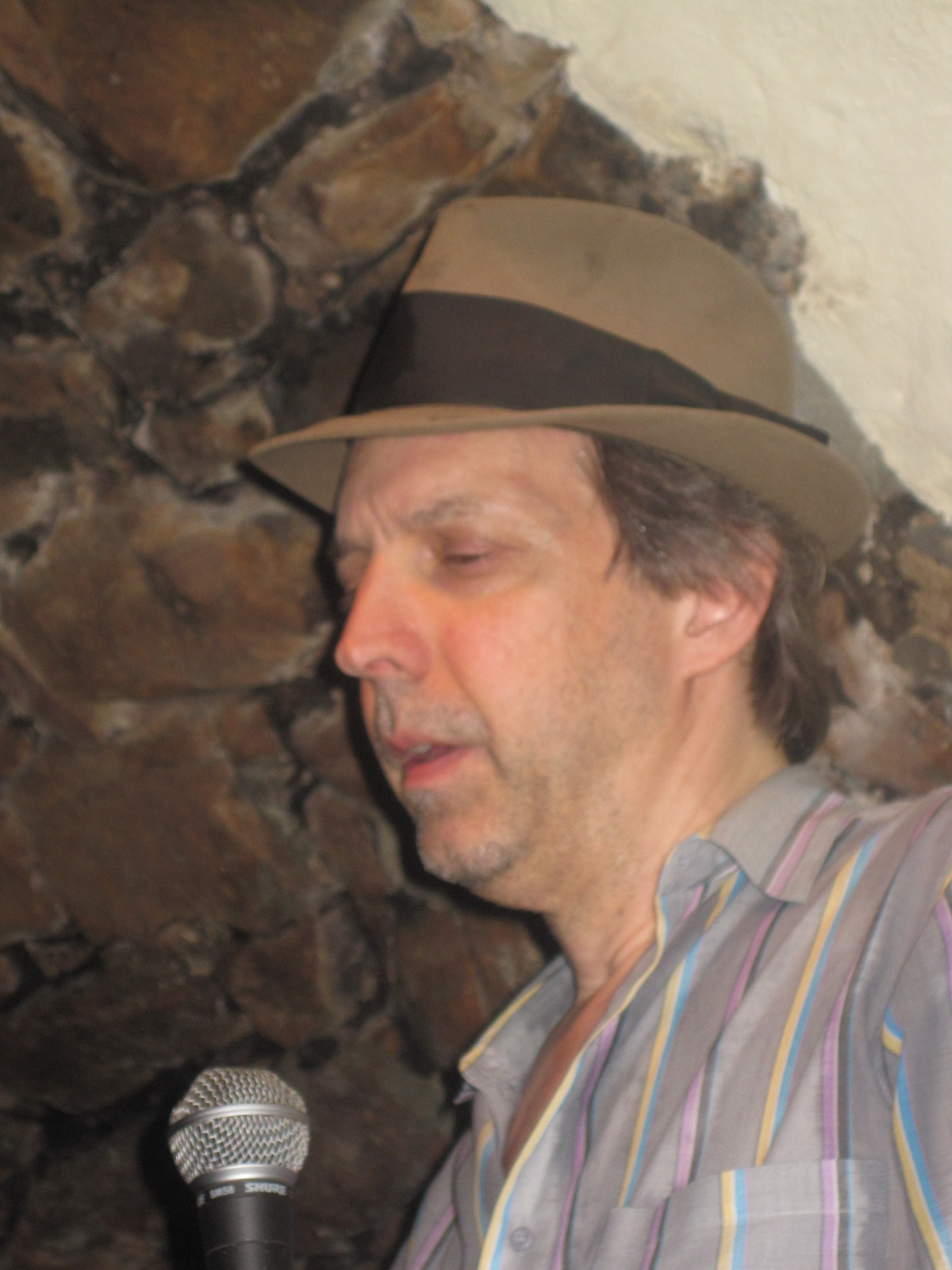
Bandleader George Schuller, 2012

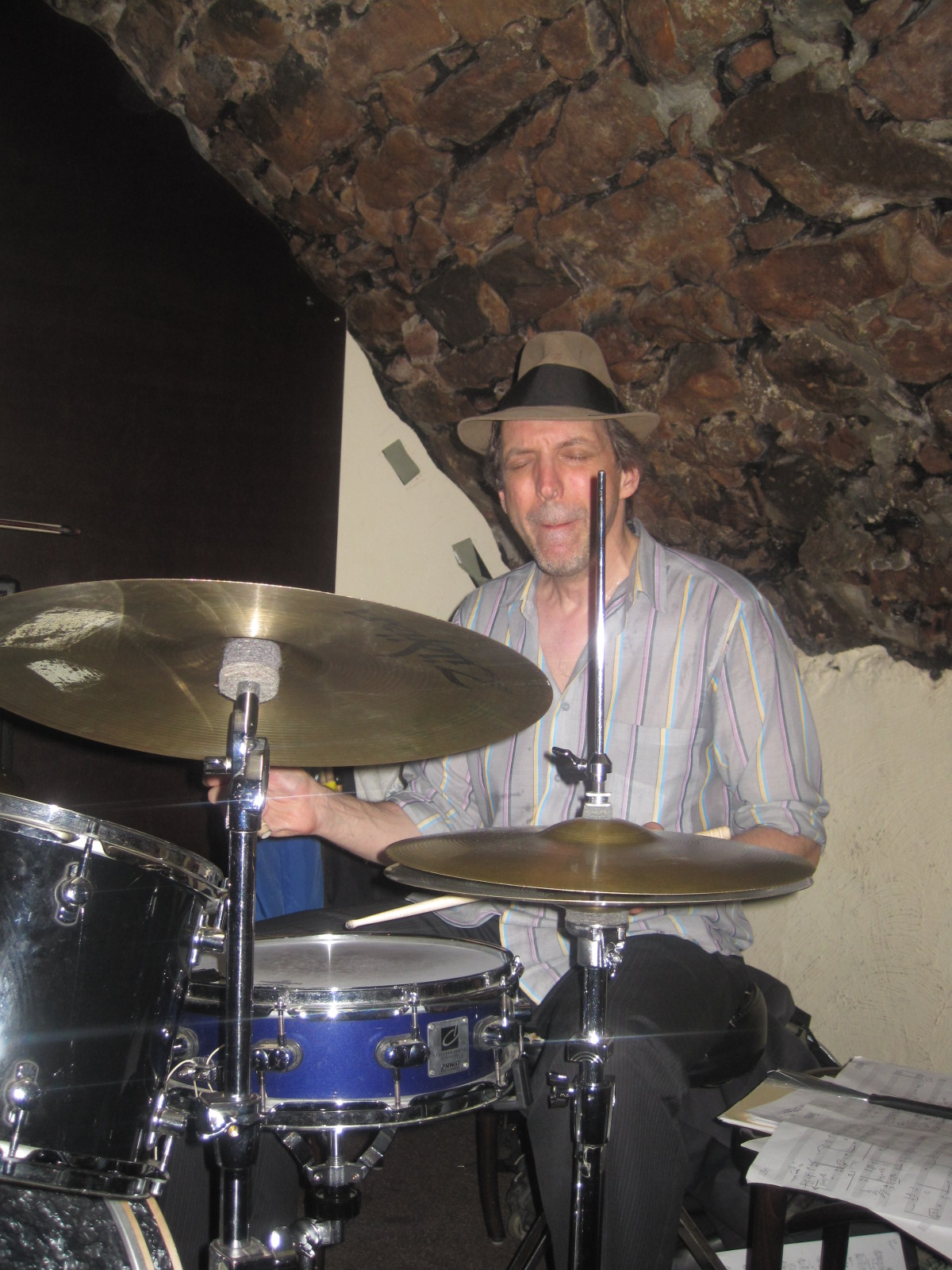
George Schuller in Concert, 2012

George Schuller (* 29. Dezember 1958 in New York City, New York) ist ein US-amerikanischer Jazz-Schlagzeuger, Komponist und Arrangeur.

## Leben und Wirken
Schuller ist der Sohn des Komponisten, Musikwissenschaftlers und Hornisten Gunther Schuller und wuchs in Boston auf, wo er am New England Conservatory of Music Jazz studierte und 1982 mit dem Bachelor of Arts abschloss. 1984 war er Mitgründer der (12-piece) Big Band Orange then Blue (benannt nach einem Stück von Charles Mingus, der nach eigenen Aussagen von Schuller wie auch Gil Evans eines seiner musikalischen Vorbilder ist), mit der er mehrere Alben veröffentlichte – etwa 1987 Music for Jazz Orchestra bei GM Recordings und 1989 Jumpin’ in the Future 1989 (mit Third-Stream-Kompositionen und unter der Leitung von Gunther Schuller). 
Weitere Aufnahmen machte er als Bandleader mit dem Quartett Schulldogs, in dem auch sein Bruder Ed Schuller als Bassist mitspielt sowie die Saxophonisten George Malaby und George Garzone. Deren Debütalbum Tenor Tantrums erschien 1998 (mit dem Trompeter Dave Ballou). Er arbeitete außerdem mit dem Quintett Circle Wide (’Round about now, Playscape, 2003), dem Oktett Jigsaw (ebenfalls mit seinem Bruder). Daneben nahm er auch mit Joe Lovano (Rush Hour, Blue Note 1995) sowie mit den Pianisten Ran Blake und Eugene Maslov auf. Seit 1994 lebt er in Brooklyn. Er arbeitet auch als Produzent und Komponist/Arrangeur. Gegenwärtig (2012) arbeitet er mit seiner Band George Schuller’s Circle Wide und widmet sich der Musik von Keith Jarretts American Quartet der 1970er Jahre. Das Album Listen Both Ways (Playscape) spielte er mit Peter Apfelbaum, Brad Shepik, Tom Beckham und Dave Ambrosio ein.

## Diskografische Anmerkungen
- Lookin' Up from Down Below (GM, 1988)
- Tenor Tantrums (George Schuller & the Schulldogs) (New World Records, 1999)
- Hellbent (live, mit The Schulldogs) (Playscape, 2000)
- Round 'Bout Now(mit Circle Wide) (Playscape, 2003)
- JigSaw (482 Music, 2004)
- Like Before, Somewhat After (Playscape, 2008)